# Lukian Araújo de Almeida
Lukian Araújo de Almeida (21 de septiembre de 1991) es un futbolista brasileño que juega como delantero en el Yokohama FC de la J1 League.

## Trayectoria

### Clubes
| Club                 | País          | Año       |
| -------------------- | ------------- | --------- |
| Nova Iguaçu F. C.    | Brasil        | 2011-2013 |
| Rio Branco E. C.     | Brasil        | 2013      |
| Nova Iguaçu F. C.    | Brasil        | 2013      |
| Rio Branco E. C.     | Brasil        | 2014      |
| Santa Cruz F. C.     | Brasil        | 2014      |
| Luverdense E. C.     | Brasil        | 2015      |
| Bucheon F. C. 1995   | Corea del Sur | 2015-2016 |
| Busan IPark F. C.    | Corea del Sur | 2017      |
| F. C. Anyang         | Corea del Sur | 2017      |
| Pattaya United F. C. | Tailandia     | 2018      |
| Chonburi F. C.       | Tailandia     | 2019      |
| Júbilo Iwata         | Japón         | 2019-2021 |
| Avispa Fukuoka       | Japón         | 2022-2024 |
| Shonan Bellmare      | Japón         | 2024-2025 |
| Yokohama FC          | Japón         | 2025-     |

## Palmarés

### Títulos nacionales
| Título         | Club           | País  | Año  |
| -------------- | -------------- | ----- | ---- |
| Copa J. League | Avispa Fukuoka | Japón | 2023 |

### Distinciones individuales
| Distinción                      | Año  |
| ------------------------------- | ---- |
| Máximo goleador de la J2 League | 2021 |